# 思普革命根据地
思普革命根据地是第二次国共战争时期，中国共产党云南地下党组织、中国人民解放军滇桂黔边纵队在云南省西南部建立的一块革命根据地，中华人民共和国成立后改置为普洱专区，范围包括今普洱市、临沧市和西双版纳傣族自治州部分地区。

## 历史
1946年6月，中共思普特支成立。1948年12月，自卫军江越支队和墨江自卫军成立。1949年2月，自卫军普光部队在六顺组建，迤南边区人民自卫军第一支队在澜沧组建。4月，澜沧行政专员公署建立，在澜沧、上允、东朗、溯涛、孟连5个县设立了县人民政府。同时，迤南边区人民自卫军第一支队攻下双江、临沧，在临沧成立了缅宁行政专员公署及双江县、缅宁县、沧源县3个县级政权。8月，思普临时人民行政委员会在宁洱成立，下辖宁洱、墨江、思茅、六顺、景谷、镇沅、南峤、佛海、车里、江城、勐腊、景东、澜沧、宁江、沧源等县级人民政权。9月，思普地区人民武装被整编为中国人民解放军滇桂黔边纵队第九支队。
1950年3月，中共云南省委批准撤销中共思普地委，成立中共宁洱地委，辖宁洱、思茅、六顺、墨江、景东、景谷、镇沅、江城、澜沧、宁江、车里、佛海、南峤、镇越、沧源、双江、缅宁17个县委。5月，成立云南军区宁洱边防区和宁洱专区。1951年改名普洱专区。

## 资料来源
1. ↑  . dangshi.people.com.cn. 中国老区建设促进会. 2009-08-04  [2017-12-17]. （原始内容存档于2020-04-15）.
2. ↑  应细飞. . www.chinanews.com. 云南日报. 2011-08-05  [2017-12-17]. （原始内容存档于2021-08-07）.
3. ↑  . www.peds.gov.cn. 普洱党史. 2017-01-03  [2017-12-17]. （原始内容存档于2019-09-20）.